# جون جي. بورنس
جون جي. بورنس (بالإنجليزية: Jon G. Burns)‏ هو سياسي أمريكي، ولد في 4 سبتمبر 1952 في الولايات المتحدة. حزبياً، نشط في الحزب الجمهوري. وقد انتخب عضو مجلس نواب جورجيا.